# Visoka Greda
Visoka Greda es una localidad de Croacia en el ejido del municipio de Vrbje, condado de Brod-Posavina.

## Geografía
Se encuentra a una altitud de 99 msnm a 154 km de la capital nacional, Zagreb.

## Demografía
En el censo 2011 el total de población de la localidad fue de 217 habitantes.
| Gráfica de población de Visoka Greda 1857-2011                      |
|                                                                     |
| Según los censos de población de la oficina estadística de Croacia. |